# Irmãos Valença
Irmãos Valença foi a denominação dada à dupla de irmãos compositores recifenses João e Raul Valença.
Precoces no aprendizado de instrumentos musicais (piano e violão), pertencentes a uma família que cultuava a música, logo cedo juntaram-se a outros familiares para formar o grupo teatral Grêmio Familiar Madalenense (do bairro da Madalena), tendo encenado, no ano de sua formação, a opereta Espinho de rosa. Em 1865, a opereta O Presépio, de autoria dos irmãos, foi encenada por seus avós, João Bernardo do Rego Valença e Dona Ana Alexandrina do Rego Valença, o que os fez serem conhecidos.

## Mulata
Em 1929 compuseram sua primeira marcha de carnaval: Mulata, que entrou para a história da MPB três anos depois, pelo sucesso e pela peleja judicial então criada. Os irmãos apresentaram a composição à gravadora Victor, que pediu a Lamartine Babo para fazer adaptações, e este a lançou, com o título de O teu cabelo não nega, no carnaval de 1932, como único autor, fato que levou os Irmãos Valença a exigir judicialmente seus direitos autorais. Vencendo a ação em todas as instâncias, os Irmãos Valença tiveram reconhecida a autoria da composição, inclusive recebendo indenização da gravadora, mas permitiram a manutenção de Lamartine Babo como coautor, em virtude das adaptações que fizera, a pedido da gravadora.

## Outras composições
Os Irmãos Valença compuseram muitas músicas, a maioria dos gêneros pernambucanos frevo-canção e maracatu, entre os quais constam:
- Vamos se casá
- Tua boca
- Mandinga
- Boiadeiro do Norte
- Você não gosta de mim
- A lua veio ver
- Você faz assim comigo
- Se tu quiseres uma casinha
- Sebastiana
- Um sonho que durou três dias
- Máscara de veludo
- Pisa baiana
- O mandarim
- Dama de ouro
- Rosinha
- Sustente o baque
- Jangadinha do amor
- Morena da Sapucaia"
- O teu lencinho

Suas composições foram gravadas por diversos cantores e conjuntos musicais no Brasil, entre eles:
- Alcides Gerardi
- Almirante
- Ari Barroso[2]
- Augusto Calheiros
- Carlos Galhardo[2]
- Celina Nigro
- Cyro Monteiro
- Francisco Alves
- Helena de Carvalho
- Manezinho Araújo
- Nelson Gonçalves
- Orquestra Tabajara
- Quinteto Violado
- Vicente Cunha

## Peças teatrais
Os Irmãos Valença também compuseram peças teatrais,, tais como:
- Maior Riqueza
- Mancheiros de rosas
- A cigana.